# ベルリン美術館

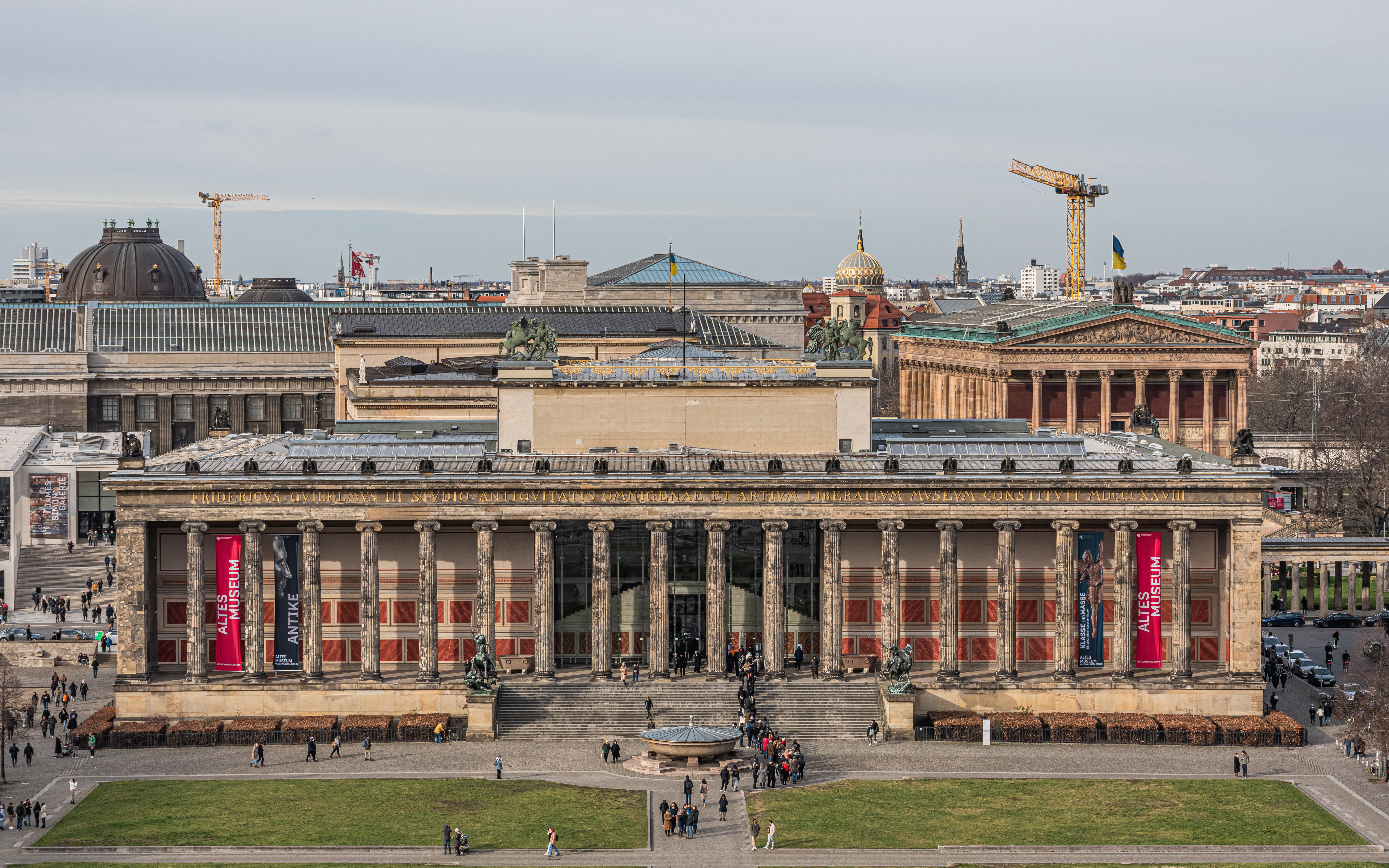
ベルリン・旧博物館

ベルリン美術館 （ベルリンびじゅつかん、Staatliche Museen zu Berlin）は、ドイツのベルリンにある美術館・博物館群である。プロイセン王家歴代のコレクションを基礎として1830年に発足した「旧博物館」がその発祥であり、以後、コレクションが増大するにつれ、新たな博物館が次々に建てられた。「ベルリン美術館」とは、単独の美術館ではなく、市内の「博物館島」（ムゼウムスインゼル）、ティアガルテン地区、ダーレム地区などに存在する多くの美術館の総称である。原語のStaatliche Museen zu Berlinは、「ベルリンの国立博物館群」の意である。日本語では、1991年にNHKの特別番組「ベルリン美術館－もう一つのドイツ統一」が放送されるなど、「ベルリン美術館」が美術館・博物館群全体を指す場合の一般的な表記となっている。

## ベルリン美術館を構成する各部門
ベルリン美術館は、プロイセン文化財団によって運営され、以下の18の部門から成る総合美術・博物館である。
1. 古代エジプト美術館およびパピルス・コレクション
2. 古代（ギリシャ、ローマ）美術コレクション
3. 先史・初期歴史博物館
4. 古代末期・ビザンティン美術館
5. 古代近東美術館
6. 絵画館
7. ナショナルギャラリー
8. 彫刻コレクション
9. 版画素描コレクション
10. イスラム美術館
11. アジア美術館
12. インド美術館
13. 工芸美術館
14. 民族学博物館
15. 民俗学博物館
16. 貨幣室
17. 芸術図書館
18. 石膏模造製作所

なお、以上18の各部門がそれぞれ1つの博物館に相当するわけではなく、1つの建物に複数の部門が展示されていたり、1つの部門が複数の博物館に分かれていたりするので、注意を要する。たとえば、ペルガモン博物館には1つの建物の中に「古代（ギリシャ、ローマ）美術コレクション」「古代近東美術館」「イスラム美術館」の展示がある。

## 博物館島

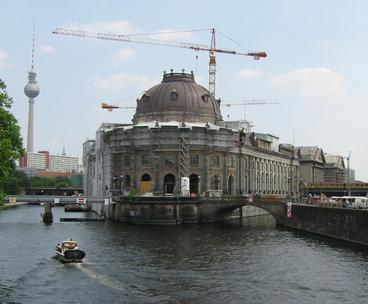
ボーデ博物館

ベルリン美術館発祥の地は、世界遺産に登録されている「博物館島」（ムゼウムスインゼル、独：Museumsinsel）である。「博物館島」は、ベルリンの中心部、シュプレー川の中洲の北半分を占め、旧博物館、新博物館、旧ナショナルギャラリー、ボーデ博物館、ペルガモン博物館の5館がある。19世紀当時、この島にはプロイセン王国のベルリン王宮があり、周辺にはベルリン大聖堂、ベルリン市庁舎などがあるベルリンの中心地であった。1830年、時のプロイセン王フリードリヒ・ヴィルヘルム3世の命によって旧博物館が開設されて以来、1世紀をかけて整備されたものである。以下に開館年次順に各館の概要を略述する。
- 旧博物館(Altes Museum)　19世紀ドイツを代表する建築家カルル・フリードリッヒ・シンケルの設計によるギリシャ神殿風の堂々たる建築で、1830年に開館した。第二次世界大戦で被害を受け、修復後、再開館したのは1966年である。1階に古代美術コレクションを展示、2階は「博物館島」の再編工事が完了するまでは臨時の展示室になっている。
- 新博物館(Neues Museum)　1859年に開館した。この建物は第二次世界大戦の空襲によって「博物館島」の中でももっとも甚大な被害を受け、大戦以後長らく廃墟となったまま休館していた。修復工事完了後、2009年10月16日に再開館し、エジプト部門と先史・初期歴史博物館部門の展示が行われている。
- 旧国立美術館(Alte Nationalgalerie)　銀行家で美術品収集家であったヨハン・ハインリヒ・ヴァーゲナーのコレクションの遺贈を受け、1876年に開館したものである。第二次世界大戦による被害の修復後、1950年に再開された。東西ベルリン統一後の1992年よりリニューアル工事のため再度休館、2001年からは19世紀絵画の展示館として再スタートした。
- ボーデ博物館(ボーデ美術館、Bodemuseum)　1904年に開館したドームのある建物。博物館島の北端に位置し、建物の外壁は直接川に面している。当初はカイザー＝フリードリヒ博物館と称したが、1956年にヴィルヘルム・フォン・ボーデ(1845-1929)の功績を記念してボーデ博物館と改称した。ボーデは20世紀初期にベルリン美術館の総館長を務めた人物で、優れた運営手腕と学問的知識により、コレクションの拡大に努めた。リニューアル工事が進められ、2006年に彫刻コレクション、古代末期・ビザンティン部門、貨幣部門の美術館として全面再開した。
- ペルガモン博物館(Pergamonmuseum)　「博物館島」の中ではもっとも新しく、1930年、「旧博物館」の開館から百周年の年に開館した。ヘレニズム彫刻の代表作である「ペルガモンの大祭壇」、バビロニアの「イシュタール門」をはじめ、発掘された古代の建造物がそのまま館内に再構築されている。

## 第二次世界大戦後

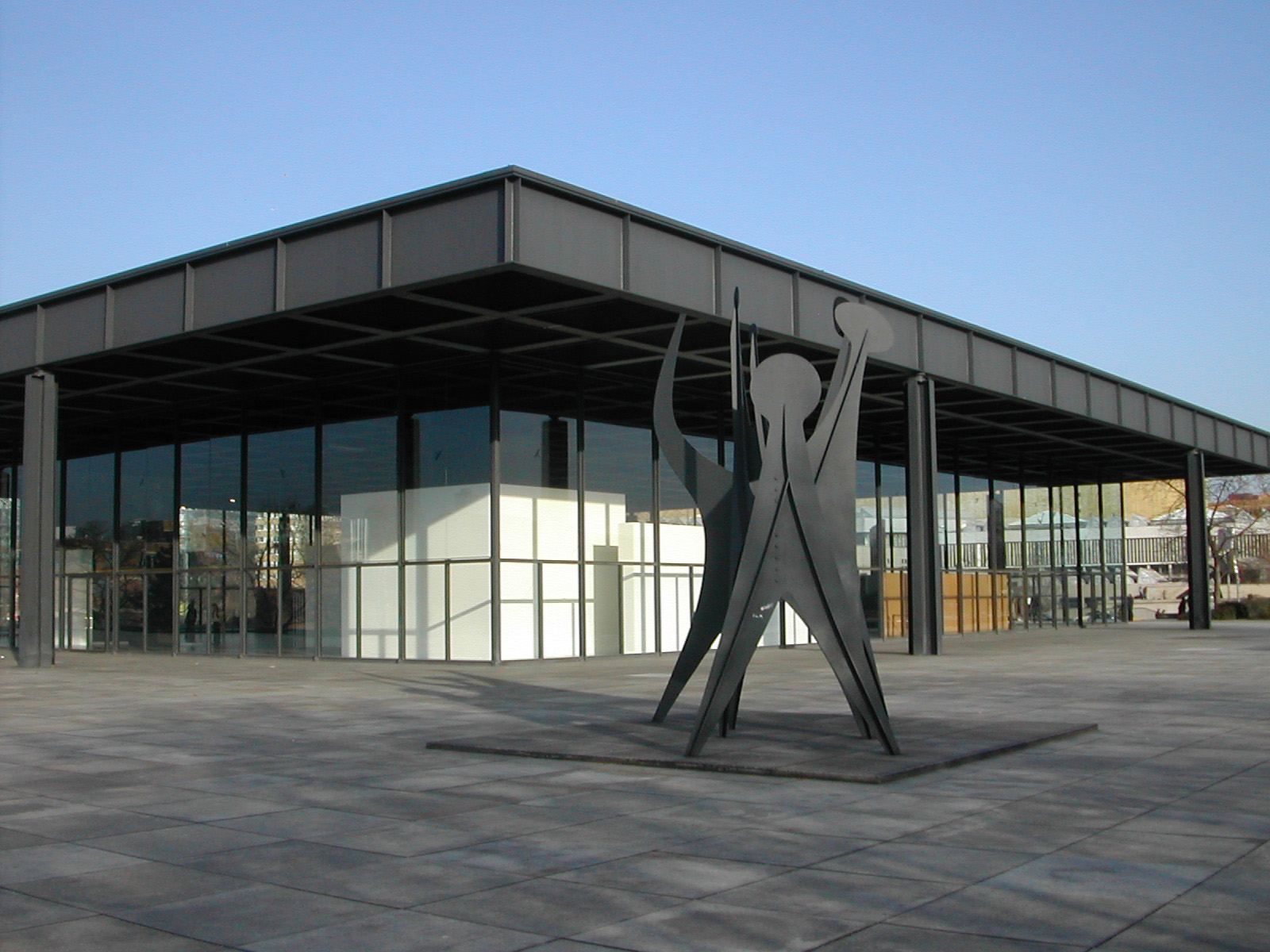
新ナショナル・ギャラリー

「博物館島」の各館は、第二次世界大戦の空襲で甚大な被害を受けた。大戦中、各地に疎開させていた美術品のうち、一部は火災などで消滅し、一部はソビエト連邦軍によって持ち去られた。東西ベルリンの分離後、「博物館島」は東ドイツの管理下にあった。ソビエトに持ち去られた美術品は1958年に東ベルリンに返還されたが、英米の管理地区に疎開され、英米軍が保管していた美術品は東ベルリンにある「博物館島」に戻されることはなく、西ベルリンには東ベルリンとは別の「ベルリン美術館」が建設されることとなった。市の南西部、ダーレム地区にあり、アジア博物館として使われる予定であった建物が1956年、西ベルリン側の絵画館となり、「ダーレム美術館」と呼ばれるようになった。ここにはおもにアメリカ軍から返還された絵画が展示された。さらに1968年には西ベルリンのティーアガルテン地区にミース・ファン・デル・ローエの設計による現代建築の「新ナショナル・ギャラリー」(Neue Nationalgalerie)が開館した。
1990年の東西ドイツ統合後、それまで東ベルリンと西ベルリンに分かれていた「ベルリン美術館」の組織も統合した。従来、東ベルリンに14館、西ベルリンに14館あった博物館・美術館は統合整理され、あちらこちらの館に分かれて所蔵されていた美術品も、部門別に整理が進められた。1998年にはティーアガルテン地区の文化フォーラム (Kulturforum) 内に新しい「絵画館」(Gemäldegalerie)が建設され、従来ボーデ博物館とダーレム美術館にあった絵画のうち、18世紀以前のもの（イタリア・ルネサンス、ドイツ・ルネサンス、ネーデルラント絵画など）がこの「絵画館」に集められた。絵画に関しては19世紀のもの（19世紀ドイツ絵画、フランス印象派など）は「博物館島」の旧ナショナルギャラリー、20世紀のもの（パブロ・ピカソ、エドヴァルド・ムンク、パウル・クレーなど）はティアガルテンの新ナショナルギャラリーで展示することになり、各館の役割分担が明確になった。「博物館島」の各館は、1999年にプロイセン文化財団が決定したマスタープランによりリニューアル工事が進んでおり、完了は2010年頃の予定である。

## 主な収蔵品
ドイツ絵画、ネーデルラント（オランダ）絵画の主要作品を参考までに挙げる。なお、絵画部門では他にイタリア絵画、スペイン絵画、フランス印象派、ドイツ表現派などにも著名な作品が多数ある。
- アルブレヒト・デューラー『ひわの聖母子』（1506年）
- ルーカス・クラナッハ『青春の泉』（1546年）
- ハンス・ホルバイン『商人ゲオルク・ギーツェの肖像』（1532年）
- ヤン・ファン・エイク『聖堂の中の聖母子』（1440年頃）
- ロヒール・ファン・デル・ウェイデン『ミッデルブルグ祭壇画』（1450年頃）
- ピーテル・ブリューゲル『ネーデルラントのことわざ』（1559年）
- レンブラント・ファン・レイン『スザンナの水浴』（1647年）
- ヨハネス・フェルメール『真珠の首飾りの女』（1660年－1665年頃）
- カスパー・ダーヴィト・フリードリヒ『孤独な樹』（1822年）
- アルノルト・ベックリン『死の島』（1883年）